# Henric Kalmeter
Henric Kalmeter (även Kahlmeter), född 20 augusti 1693 i Falun, död 24 december 1750 i Stockholm, var en svensk ämbetsman.
Kalmeter avlade 1714 i Uppsala examen för inträde i Bergsstaten och anställdes samma år i bergskollegium. Efter att där ha upprättat register över alla resolutioner och privilegier för rikets bergverk från äldsta tid till 1690 fick han på kollegiets förord offentligt understöd för en utrikes resa till bergverkens nytta. Åren 1718–27 uppehöll han sig i Republiken Förenade Nederländerna, England, Frankrike och Tyskland samt hemskickade därunder till kollegiet omständliga berättelser om sina gjorda iakttagelser, varjämte han till Sverige inskaffade skickliga järn- och stålarbetare. 
År 1728 befordrades han till kommissarie i kommerskollegium och erhöll samma år av bergskollegium uppdrag att göra en resa inom landet för uppsökande av bland annat galmeja och stenkol. Efter en ny utländsk resa (1729–31) för anskaffande av skickliga utländska arbetare utnämndes han 1734 till assessor i kommerskollegium. År 1747 erhöll han kommerseråds titel och valdes samma år till ledamot av Vetenskapsakademien